# (790) Pretoria
(790) Pretoria – planetoida należąca do zewnętrznej części pasa głównego asteroid okrążająca Słońce w ciągu 6 lat i 109 dni w średniej odległości 3,41 au. Została odkryta 16 stycznia 1912 roku w Union Observatory w Johannesburgu przez Harry’ego Wooda. Nazwa  pochodzi od miasta Pretoria w Południowej Afryce. Przed nadaniem nazwy planetoida nosiła oznaczenie tymczasowe (790) 1912 NW.